# Jānis Jurkāns
Jānis Jurkāns (* 31. August 1946 in Riga) ist ein lettischer Politiker. Er war der erste Außenminister nach der Unabhängigkeit Lettlands 1990. 

## Leben
Jānis Jurkāns ist polnischer Abstammung. 1974 schloss er ein Studium der englischen Sprache an der Lettischen Universität ab. In der Zeit der Abspaltung Lettlands von der Sowjetunion nahm er am politischen Geschehen teil und war Mitglied der Volksfront.
Von 1990 bis 1992 war er Außenminister im Kabinett Godmanis. Am 28. Oktober 1992 musste er in den Auseinandersetzungen um das Staatsangehörigkeitsgesetz sein Amt aufgeben, da ihm eine zu große Rücksichtnahme auf die Forderungen der russischen Regierung vorgehalten wurde. Von 1994 bis 2005 war er Vorsitzender der Tautas Saskaņas partija und Abgeordneter in der Saeima. Nachdem seine Partei aus dem Bündnis Par Cilvēka Tiesībām Vienotā Latvijā austrat, erklärte Jurkāns seinen Rücktritt.
2011 kandidiert Jurkāns nochmals für die Partei Šlesera Reformu partija LPP/LC als potenzieller Außenminister.